# Tony Rich
Antonio Jeffries, conhecido pelo nome artístico Tony Rich e  também por The Tony Rich Project, (Detroit, Michigan, 19 de novembro de 1971) é um compositor, ator  e cantor de R&B norte-americano . 

## Carreira
Richy primeiro atraiu a atenção da equipe de produção de Tim & Bob. A dupla convenceu Perri "Pebbles" Reid (então esposa de L.A. Reid, co-fundador da LaFace Records) a ouvir a Rich por telefone. Rich se tornou um compositor da LaFace Records, onde escreveu músicas para artistas como incluindo Boyz II Men, Johnny Gill, TLC e Toni Braxton. Mais tarde, Rich misturava elementos de rock, jazz e soul music em suas próprias faixas.
Em janeiro de 1996, Rich lançou o single, "Nobody Knows", que chegou ao número 2 na Billboard Hot 100. Sob o apelido de "The Tony Rich Project", ele lançou seu álbum de estréia Words no início de 1996. Tanto o álbum quanto o single foram disco de platina e, em 1997, Rich ganhou um Grammy na categoria "Melhor Álbum de R&B" . 
O álbum foi seguido em 1998 por Birdseye, que, embora elogiado pela crítica, não atingiu sucesso comercial. Rich aparentemente desapareceu do mundo da música por vários anos após o lançamento deste álbum. Nesse mesmo ano, ele também realizou um remix do single "Viva Forever" para o grupo Spice Girls.
Em 2003, Rich voltou com o álbum The Resurrected, com estilo diferente, o álbum trazia acordes de guitarra e baladas suaves . Em 2006, Rich lançou o quarto álbum, Pictures. O álbum continha fotos de relacionamentos, e é tido como um retorno em grande estilo quando comparado a seus trabalhos anteriores. Em 2008, ele lançou seu quinto álbum, Exist. Originalmente, foi programado para o lançamento deste álbum para 16 de setembro, no entanto, foi adiado para 23 de setembro de 2008. O álbum conta com o download de somente um single, "Part the Waves".
Em 1997 interpretou o lendário Duke Ellington no drama Hoodlum.

## Discografia

### Singles
- 1996: "Nobody Knows" #2 U.S.
- 1996: "Like a Woman"
- 1996: "Leavin'"
- 1998: "Silly Man"
- 2008: "Part the Waves"

### Álbums
- 1996: Words #31 U.S., #18 U.S. R&B
- 1998: Birdseye #66 R&B
- 2003: The Resurrected
- 2005: Nobody Knows: The Best of the Tony Rich Project
- 2006: Pictures
- 2008: Exist